# Penryn (Cornovaglia)
Penryn (in lingua cornica Pennrynn) è un paese di 6 227 abitanti della Cornovaglia, in Inghilterra.

## Amministrazione

### Gemellaggi
- Audierne, Francia